# Govāreshkī
Govāreshkī (persiska: گوارشکی) är en ort i Iran.   Den ligger i provinsen Khorasan, i den nordöstra delen av landet, 700 km öster om huvudstaden Teheran. Govāreshkī ligger 1 107 meter över havet och antalet invånare är 133.
Terrängen runt Govāreshkī är platt åt sydväst, men åt nordost är den kuperad. Runt Govāreshkī är det ganska tätbefolkat, med 185 invånare per kvadratkilometer. Närmaste större samhälle är Khvosh Havā, 2,2 km sydväst om Govāreshkī. Omgivningarna runt Govāreshkī är i huvudsak ett öppet busklandskap.